# Stenopos
Ein Stenopos (griechisch στενωπός, pl. Stenopoi) war eine schmale Nebenstraße in antiken griechischen Städten.
Bei Städten, die nach dem Hippodamischen Schema angelegt waren, wurden als Stenopoi die schmalen Querstraßen bezeichnet, die entlang den Längsseiten der rechteckig angelegten Häuserblocks verliefen und die breiteren Plateiai miteinander verbanden.